# 星に願いを (GOING STEADYの曲)
「星に願いを」（ほしにねがいを）は、日本のバンド、GOING STEADYが2000年8月25日にリリースした、2枚目のシングルである。

## 概要
- カップリングの「BABY BABY」とともに2枚目のアルバム『さくらの唄』に収録されているが、別バージョンである。
- 「星に願いを」だけPVが存在する。
- 同年9月8日に限定アナログ7インチが発売された。

## 収録曲
1. 星に願いを
2. BABY BABY